# Johannes Armbruster
Johannes Armbruster, magyarosan: Armbruster János (1553 körül – Speyer, 1603. március 27.) jezsuita szerzetes.

## Élete
Mainzi egyházmegyei áldozópap volt, aki 1572-ben lépett be a jezsuita rendbe. 1572-től a speyeri jezsuita iskolában görög nyelvet és irodalmat tanított. Sommervogel négy művét említi.

## Műve
- Gratulatio poetica in felicissimam electionem ... Wolfgangi archiepiscopi et electoris Moguntini. 1582.
- Olivetum Spirense, Id est opus rara ас veteri arte, ad montis olivarum, ubi Jesus Nazarenus Dei it virginis Mariae filius captus est, speciem conformatum, & in urbe Spirensi celebratissimum. Coloniae, 1593. - latin nyelvű dicsőítő vers a speyeri dómban található Olajfák hegye című emlékműről;[2] ez a műalkotás legkorábbi ismert leírása.[3]